# Fuck Buttons
I Fuck Buttons sono stati un gruppo musicale inglese fondato a Bristol nel 2004 da Andrew Hung e Benjamin John Power e attivo fino al 2015.

## Storia
Hung e Power, uniti artisticamente nel 2004, iniziano a registrare musiche per film di Hung e, quando possibile, si esibiscono live. Nel 2007 esordiscono con il singolo Bright Tomorrow. Successivamente partono in tour e collaborano con i Mogwai in uno split edito dalla Rock Action.
Il primo album è Street Horrrsing, pubblicato nel marzo 2008. L'album è prodotto da John Cummings (Mogwai) e masterizzato da Bob Weston (Shellac). Si esibiscono quindi dal vivo per promuovere il disco (che ottiene un ottimo riscontro di critica e pubblico) con diverse apparizioni e con un tour in cui vengono accompagnati da Caribou.
Nell'ottobre 2009 pubblicano Tarot Sport, la cui produzione è seguita da Andrew Weatherall, mentre nel sound scompaiono le voci e aumentano effetti, in una sorta di mix tra post rock ed elettronica tribale.
Nel 2011 Benjamin incide un album con il suo progetto parallelo, chiamato Blanck Mass, e con un disco omonimo. 
Nel luglio 2013 invece ritornano i Fuck Buttons con il terzo album, Slow Focus.

## Formazione
- Benjamin John Power (2004-2015)
- Andrew Hung (2004-2015)

## Discografia

### Album
- 2008 - Street Horrrsing
- 2009 - Tarot Sport
- 2013 - Slow Focus